# アンナ・カヤリナ
アンナ・カヤリナ（Anna Kajalina、1991年3月8日 - ）は、エストニアの女子バレーボール選手。

## 来歴
2005年、母国エストニアで行われた欧州ユース選手権に出場した。2009年にエストニア代表初選出された。同年にイタリアのRebecchiLupa Piacenzaに入団し3シーズン活躍した。イタリア・セリエAでプレーする最初のエストニア人バレーボール選手となった。2015年よりフランスリーグのAssociation sportive Saint-Raphaëlに移籍した。

## 所属クラブ
- Narva Galla SK（2008-2009年）
- RebecchiLupa Piacenza（2009-2012年）
- Minerva Volley Pavie（2012-2013年）
- Promoball Volleyball Flero（2013-2014年）
- Neruda Volley（2014-2015年）
- Association sportive Saint-Raphaël（2015-2017年）
- Conad Olimpia Teodora Ravenna（2017-2018年）
- Eurospin Ford Sara Pinerolo（2018-2019年）
- Cuore di Mamma Cutrofiano（2019-2020年）
- Municipal Olympique Mougins VB（2021-2022年）